# Vojnović (Bjelovar)
Vojnović je četvrt, koja se nalazi u zapadnom dijelu grada Bjelovara. Ima oblik visoravni, na kojoj se nalaze vojni kompleks i park-šuma Borik.
Vojnović se nalazi na zapadnom ulazu u grad Bjelovar iz smjera Zagreba. Na Vojnoviću se nalazi gradsko groblje Borik, Spomen-park Borik, vojni kompleks "Bilogora", vodotoranj Borik i kapela sv. Križa. Vojarnom se i danas služi Hrvatska vojska.  

## Povijest
Četvrt je dobilo ime po obitelji Vojnović. Kada je visoravan zapadno od jezgre bio njihov posjed u 18. stoljeću. Dugo vremena, Vojnović je bila samo visoravan obrasla travom, sve dok  Đure Vojnovića, nije posadio plantažu duda za uzgoj dudova svilca oko 1780. godine. Pet godina kasnije, krajiška uprava sagradila je trokatnu baroknu zgradu za preradu svile. To je bila prva manufaktura u Bjelovaru, zapošljavala je uglavnom žene
Zapadno od plantaža Vojnović se nalazio Gaj Franje Josipa, tada najveća uređena zelena površina na području Bjelovara.
Stambene zgrade se na Vojnoviću grade tek zavšetkom Drugog svjetskoga rata. U koje vrijeme je uspostavljen i spomen-park Borik. Glavna je vrsta drveća na Boriku je obični bor, ali mogu se naći druge vrste drveća kao i kineski javor, gorski javor, javor mliječ, poljski jasen, američki jasen, smreka, tisa, crni bor, libocedar, lovor-višnja, žalosna vrba itd.
Spomen-park Borik  je bio uspostavljen za poginule u Drugom svjetskom ratu. Unutar memorijalnog parka nalaze se kamene spomen-ploče s imenima poginulih u Drugom svjetskom ratu, te dodatan spomenik poginulima čija su imena ostala nepoznata. A u središnjem dijelu parka se nalazi spomenik bjelovarskog kipara Vojina Bakića, pod nazivom "Poziv na ustanak" također poznat kao i "Bakićev Bjelovarac".
Prije uklanjanja natpisa na ulazu u park je pisalo: "Spomen- groblje strijeljanih revolucionara i žrtava fašističkog terora 1941. – 1945. Bjelovar".
Vojarnu "Božidar Adžija" i objekte JNA u okolici Bjelovara bila je blokirala i napala Hrvatska vojska 29. rujna 1991. godine. Vojarna je bila dom 265. oklopno-mehaniziranoj brigadi JNA i bila je zarobljena 29. rujna kao dio operacije Bilogora. U borbi je poginulo nekoliko hrvatskih vojnika i pripadnika JNA. Zarobljeno je 78 T-55 tenkova i 80 oklopnjaka, koji su pripali Hrvatskoj vojsci.  
Nakon osamostaljenja Hrvatske, natpis na ulazu u spomen-park Borik je uklonjen, a Bakićev spomenik miniran 1991. godine. Od spomenika je ostala sačuvana samo šaka, koja je pohranjena u Muzeju grada Bjelovara. Spomen-područje je s vremenom postalo zapušteno.
Godine 2001., inicijativna grupa sastavljena od akademika, kipara i Bakićevih prijatelja, pokrenula je akciju za obnovu spomenika i uređenje spomen - parka. Spomenik je do 2009. godine rekonstruirao kipar Alan Vlahov, a 8. prosinca 2010. godine, svečano je otvoren, zajedno s uređenim spomen-parkom Borik.